# Helge Wamberg
Helge Wamberg (14. juli 1888 i Sorø – 6. juli 1959 i Hellerup) var en dansk presse- og kulturattaché ved den danske legation i Frankrig i perioden 1920-1958.
Wamberg var søn af sognepræst Harald Wamberg (død 1904) og hustru Sophie f. Juel Fossum (død 1940). Han blev student fra Vestre Borgerdydskole 1907, var journalist, og var 1909-20 Politikens udsendte medarbejder i Paris i 1912 og 1914. Efter 1. verdenskrig blev Wamberg redaktør af Pressens Magasin 1920 og samme år sekretær i Udenrigsministeriet. ansat som presseattaché i Paris, som et led i et større projekt der skulle virke for Danmarks sag i spørgsmålet om Sønderjylland. 1924 var han tillige tjenstgørende ved gesandtskabet i Bruxelles; midlertidig tjenstg. i Udenrigsministeriet 1942; legationsråd og på ny presseattaché i Paris fra 1945; personlig titel af og rang som overordentlig gesandt og befuldmægtiget minister 1954.
Wamberg blev snart en ledende kraft i den danske legations oplysningsarbejde, og var bl.a. medvirkende ved oprettelsen af det Danske Studenterhus i Paris og det Danske Hus. Hans ophold i Paris blev afbrudt ved Tysklands invasion af Frankrig i 1940, men han vendte tilbage til aktivt virke i 1946.
Helge Wamberg var sammen med Kristen D. Spanggaard og F.J. Billeskov Jansen medredaktører på den første franske oversættelse af Ludvig Holbergs komedier siden 1700-tallet. Oversættelsen blev udført af den franske akademiker Gilles Gérard-Arlberg og udkom i 1955.
Attacheret den danske delegation ved den økonomiske konference i Genua april-maj 1922; tekn. delegeret ved Folkeforbundsforsamlingen 1931; medl. af den danske delegation ved domstolen i Haag 1932; tekn. delegeret ved Forenede Nationers generalforsamling i Paris sept.-dec. 1948 og 1951-52; vicepræsident i informations-kommissionen i UNESCO 1946 og delegeret 1949 og 1951 samt 1952-53; vicepræsident i international jury ved filmsfestival, Cannes 1946.
Wamberg var medlem af Dansk Journalistforbunds bestyrelse 1917-20, af Den sønderjydske Fonds centralkomité fra 1918 til fondens ophævelse 1937 og fra 1954 af dens legatudvalg; generalsekretær for den danske kunstudstilling i Paris 1928 og i komiteen for opførelse af et dansk kollegium i Cité Universitaire i Paris, vice-président i dets Conseil d'Administration 1932; medl. af dansk kommissariat for Verdensudstillingen i Barcelona 1929; kommissær for H.C. Andersen-udstillingen i Paris 1930; general-kommissær adjoint ved Danmarks deltagelse i international koloni-udstilling, Paris 1931 og i international udstilling for koloni-kunst, Rom 1931; generalkommissær for Danmark på Verdensudstillingen i Bruxelles 1935 og i Paris 1937; vicepræsident i Bureau International des Expositions 1951; ærespræsident for den danske kunstforening i Frankrig.
Han var æresborger i byen Braine (Aisne), Kommandør af Dannebrogordenen og Dannebrogsmand.
Han har desuden skrevet manus til to danske stumfilm ("Hævneren", 1916 og "Hvo, som elsker sin Fader" 1919).
Han var gift med Sascha Wamberg, der stammede fra Rusland.